# Cristhian Stuani
Cristhian Ricardo Stuani Curbelo (n. 12 octombrie 1986, Tala⁠(d), Departamentul Canelones, Uruguay) este un fotbalist uruguayan, care evoluează pe postul de atacant la Girona în La Liga, acolo unde este și căpitan.
Și-a început cariera la Danubio, fiind cumpărat de Reggina în 2008. A continuat să-și petreacă marea majoritate a carierei sale profesionale în Spania, în reprezentarea mai multor cluburi, inclusiv Espanyol; a semnat cu Middlesbrough din Anglia în 2015 și, doi ani mai târziu, s-a alăturat lui Girona.
Stuani a debutat cu Uruguay în 2012 și a apărut la două Cupe Mondiale și trei turnee de Copa América. Deține și un pașaport italian. 

## Cariera pe echipe

### Danubio
Născut în Tala, Canelones, Stuani și-a început cariera profesională la Danubio. În 2005, a fost împrumutat la Bella Vista în a doua divizie din Uruguay, având performanțe suficient de bune pentru a fi rechemat.

### Reggina
În ianuarie 2008, după ce a marcat 19 goluri în Apertura 2007 cu Danubio, Stuani a fost semnat de Reggina în Italia, semnând un contract de patru ani cu clubul din Serie A.  Și-a făcut debutul oficial pe 12 ianuarie, jucând 30 de minute într-o remiză 1–1 în deplasare împotriva lui Empoli. 
Pe 31 iulie 2009, Stuani s-a alăturat lui Albacete în Segunda División, împrumutat. A încheiat sezonul cu 22 de goluri în 39 de meciuri, inclusiv două hat-trick în victoriile împotriva lui Castellón  și Córdoba,  plasându-l pe locul al doilea în clasamentul marcatorilor doar în spatele lui Jorge Molina de la Elche, dar echipa sa a terminat doar două puncte.deasupra zonei de retrogradare. 
În sezonul 2010–11, Stuani a rămas împrumutat în Spania, de data aceasta în La Liga la Levante.  A fost folosit mai ales ca înlocuitor al lui Felipe Caicedo,  dar a contribuit totuși cu opt goluri – al doilea cel mai bun din echipă – deoarece au menținut cu ușurință categoria, marcând de două ori într-o înfrângere cu 3-1 pe teren propriu cu Málaga. 
În sezonul următor, Stuani a fost împrumutat unei alte echipe din La Liga, Racing de Santander.  În decembrie 2011, a marcat de două ori în fiecare manșă a meciului din Copa del Rey împotriva lui Rayo Vallecano, inclusiv un penalti în ultimele minute din al doilea meci, care i-a asigurat o victorie conform regulii golurilor în deplasare în urma unei remize 6–6. 

### Espanyol
În vara anului 2012, Stuani a fost aproape de o mutare la Deportivo de La Coruña, ajungând chiar să treacă probele medicale  dar, pe 28 august, a semnat un contract de patru ani cu Espanyol. 

### Middlesbrough
La 15 iulie 2015, Middlesbrough a ajuns la un acord pentru transferul lui Stuani  acordul fiind finalizat după ce a primit autorizarea internațională pe 7 august, pentru o sumă de 3 milioane de euro.  Prima sa apariție în EFL Championship a avut loc pe 9 august, când l-a înlocuit pe Kike în minutul 77 al unei remize 0-0 în deplasare împotriva lui Preston North End.  Trei zile mai târziu, a jucat primul său meci ca titular, în runda de deschidere a Cupei EFL, înscriind în fiecare repriză a unei victorii cu 3-1 împotriva lui Oldham Athletic pe Boundary Park;  a marcat din nou de două ori în turul al doilea pe data de 25, iar echipa sa a reușit să întoarcă scorul pentru a câștiga împotriva lui Burton Albion. 
Stuani a marcat primul său gol în campionat pe 29 august 2015, încheind o victorie cu 3–1 împotriva lui Sheffield Wednesday.  Șaptesprezece zile mai târziu, a marcat de două ori într-o victorie de aceeași marjă împotriva lui Brentford pe Riverside Stadium. 
Pe 28 decembrie 2015, Stuani a finalizat centrarea lui Stewart Downing în a 44-a secundă pentru singurul gol al meciului de acasă împotriva lui Wednesday, punând Middlesbrough în fruntea tabelei.  Nu a mai înscris până în ultimul meci al sezonului din 7 mai următoare, acolo unde a deschis scorul într-o remiză 1–1 acasă împotriva lui Brighton & Hove Albion, care a câștigat promovarea în Premier League pe cheltuiala adversarilor; valoarea golului a fost evaluată la 170 de milioane de lire sterline. 
Pe 21 august 2016, Stuani a marcat primele goluri în Premier League în primul său meci din competiție, după ce a înscris de două ori împotriva lui Sunderland într-o victorie cu 2-1 pe Stadium of Light. 

### Girona
Pe 21 iulie 2017, Stuani s-a alăturat lui Girona – proaspăt promovată în La Liga – pentru o sumă nedezvăluită.  Și-a făcut debutul pe 19 august, începând și înscriind de două ori într-o remiză de 2–2 pe teren propriu împotriva lui Atlético Madrid.  A încheiat primul an pe locul cinci în clasamentul marcatorilor cu 21 de goluri. 
Pe 10 martie 2019, Stuani a devenit marcatorul all-time al clubului în La Liga, cu 38 de goluri, după o înfrângere cu 2–3 împotriva lui Valencia pe Estadi Montilivi, depășindu-l pe fostul titular Jandro;  în ciuda faptului că a înscris un total de 19 reușite în timpul sezonului pentru a repeta aceeași poziție în departamentul de punctaj, echipa a cedat retrogradării în ultima etapă.  
Ulterior, o serie de cluburi l-au abordat pe Stuani pentru o mutare în vară, în special campioana Barcelona.   Cu toate acestea, în cele din urmă, și-a prelungit contractul până în 2023.  A ratat primele două meciuri din campionat din cauza unei accidentări inghinale,  dar a marcat la prima sa apariție pe 1 septembrie 2019 pentru a ajuta gazdele să învingă Málaga cu 1-0;  a adăugat un hat-trick în weekendul următor, acasă, împotriva lui Rayo Vallecano (3–1). 

## Cariera la națională

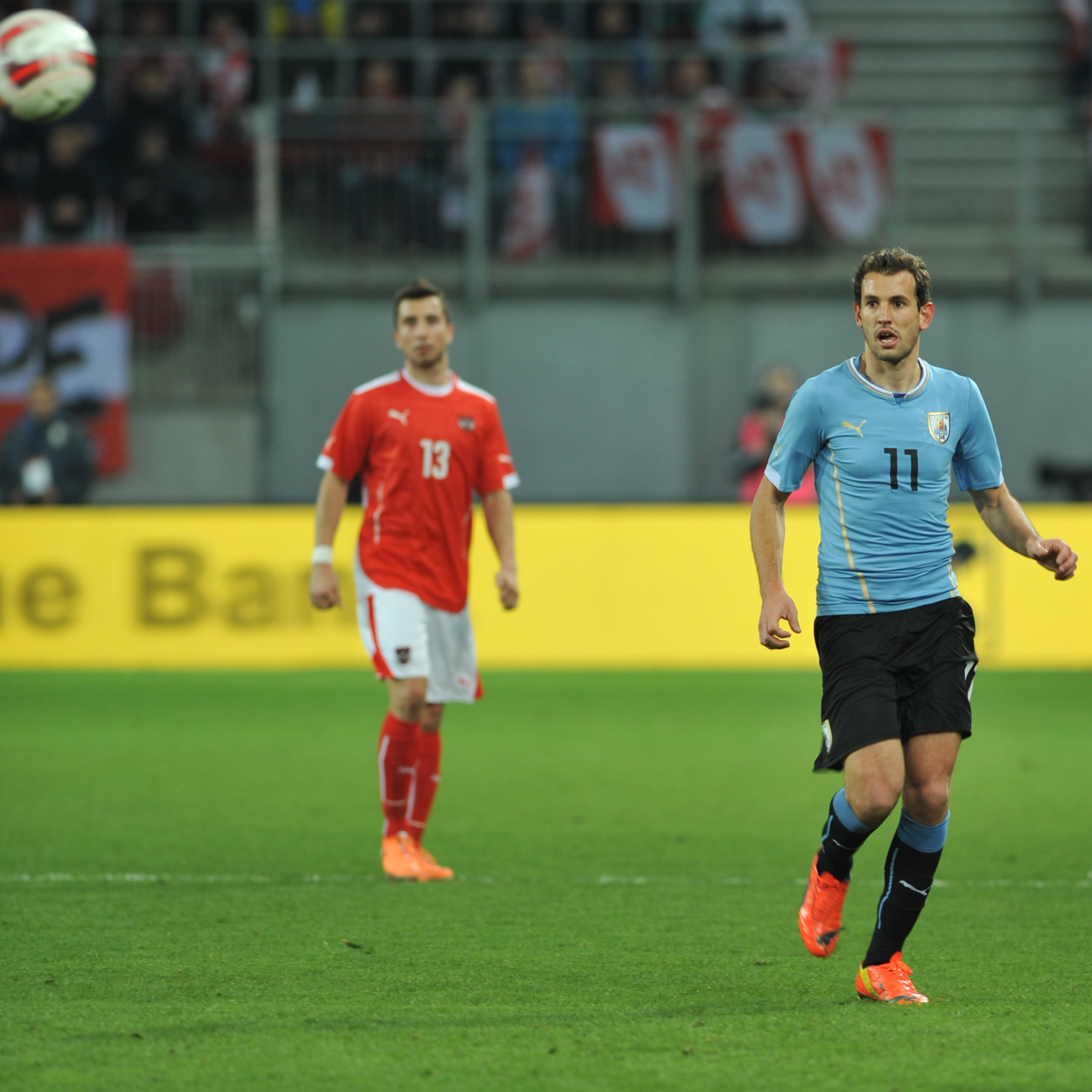
Stuani în acțiune împotriva Austriei în 2014

Stuani și-a făcut debutul cu Uruguay pe 14 noiembrie 2012, într-un amical cu Polonia (victorie cu 3-1 în deplasare).  Pe 10 septembrie a anului următor, a marcat primul său gol internațional, ajutând la o victorie cu 2-0 acasă împotriva Columbiei pentru preliminariile pentru Cupa Mondială FIFA 2014.  Pe 13 noiembrie 2013, a marcat al doilea gol a lui Charrúas în victoria cu 5-0 din Iordania pentru prima manșă a playoff-ului, finalizând centrarea lui Nicolás Lodeiro de la mică distanță. 
Stuani a fost selectat de antrenorul Óscar Tabárez pentru finala din Brazilia.  A marcat în ambele meciuri de încălzire ale Uruguayului pentru turneu, singurul gol al meciului împotriva Irlandei de Nord după ce a intrat la pauză în locul lui Diego Forlán  și al doilea într-o victorie cu 2-0 în fața Sloveniei.  Și-a făcut debutul în turneu pe 14 iunie, începând cu o înfrângere cu 3-1 împotriva lui Costa Rica în Fortaleza  și a adăugat alte trei apariții de pe bancă într-o eliminare în optimile de finală.
Stuani a fost inclus în lotul Uruguayului în anul următor, în timp ce ei încercau să-și apere coroana continentală la Copa America 2015. A avut două apariții de pe bancă în Grupa B, într-o eventuală eliminare în sferturi de finală.
Stuani a fost inclus în echipa finală de 23 de jucători pentru Cupa Mondială din Rusia 2018.  Primul său meci în competiție a avut loc pe 30 iunie, când l-a înlocuit pe Edinson Cavani (care marcase de două ori) în ultimele 16 minute ale victoriei cu 2-1 în optimile de finală împotriva Portugaliei.  A început în meciul următor din cauza unei accidentări a aceluiași coechipier și a jucat 59 de minute în înfrângerea cu 2-0 împotriva Franței. 

## Palmares
Danubio
- Primera Division din Uruguay: 2004

Uruguay
- Cupa Chinei: 2018, 2019 [49]

Individual
- Trofeul Pichichi (Segunda División): 2019–20 (29 de goluri), [50] 2021–22 (22 de goluri) [51]
- Jucătorul lunii din Segunda División: decembrie 2021 [52]